# DFB-Pokal 1952/53
Der DFB-Pokal 1952/1953 war der erste Pokal, der nach dem Zweiten Weltkrieg ausgetragen wurde und Nachfolger des Tschammerpokals. Der Pokal begann am 17. August 1952 und endete mit dem Finale zwischen Rot-Weiss Essen und Alemannia Aachen im Düsseldorfer Rheinstadion am 1. Mai 1953, das Rot-Weiss Essen mit 2:1 gewann.
Es spielten 32 Mannschaften in 5 Runden. Stand nach der Verlängerung noch kein Sieger fest, so wurde ein Wiederholungsspiel terminiert, wo die Gastmannschaft dann Heimrecht besaß. Die teilnehmenden Mannschaften qualifizierten sich über die Pokalwettbewerbe der Regionalverbände (Berliner Pokal, Norddeutscher Pokal, Süddeutscher Pokal, Südwestdeutscher Pokal und Westdeutscher Pokal) für den DFB-Pokal.

## Teilnehmende Mannschaften
Für die erste Runde waren folgende 32 Mannschaften qualifiziert:
| Erstklassig – 26 Mannschaften 1 | Erstklassig – 26 Mannschaften 1                                                                                    | Erstklassig – 26 Mannschaften 1                        | Erstklassig – 26 Mannschaften 1 | Erstklassig – 26 Mannschaften 1                                                                              |
| --- | --- | ------------------------------------------------------ | --- | --- |
| - Oberliga Nord Hamburger SV FC St. Pauli Concordia Hamburg 1. SC Göttingen 05 Eintracht Osnabrück VfL Osnabrück                                                                                                | - Oberliga West Borussia Dortmund Alemannia Aachen Rot-Weiss Essen Preußen Dellbrück FC Schalke 04 Preußen Münster | - Oberliga Berlin Blau-Weiß 90 Berlin Wacker 04 Berlin | - Oberliga Südwest 1. FC Saarbrücken VfR Kaiserslautern Eintracht Trier Borussia Neunkirchen Wormatia Worms SV Phönix Ludwigshafen | - Oberliga Süd VfB Stuttgart Kickers Offenbach SV Waldhof Mannheim SpVgg Fürth 1. FC Nürnberg VfB Mühlburg 2 |
| Zweitklassig – 5 Mannschaften | |                                                        | | |
| SSV Reutlingen 05 (II. Division Süd) SC Victoria Hamburg (Amateurliga Hamburg) SSV Jahn Regensburg (II. Division Süd) Hamborn 07 (II. Division West) Eintracht Braunschweig (Amateuroberliga Niedersachsen Ost) | |                                                        | | |
| Drittklassig – 1 Mannschaft | |                                                        | | |
| TuS Essen-West (Landesliga Niederrhein) | |                                                        | | |

## Vorrunde
| Datum          |                      | Ergebnis  |                        |
| -------------- | -------------------- | --------- | ---------------------- |
| Sa, 16.08.1952 | VfB Stuttgart        | 0:3       | Kickers Offenbach      |
| Sa, 16.08.1952 | Hamborn 07           | 4:1 n. V. | 1. SC Göttingen 05     |
| Sa, 16.08.1952 | Rot-Weiss Essen      | 5:0       | SSV Jahn Regensburg    |
| Sa, 16.08.1952 | Eintracht Osnabrück  | 1:2       | Preußen Dellbrück      |
| Sa, 16.08.1952 | Hamburger SV         | 6:1       | SC Victoria Hamburg    |
| So, 17.08.1952 | SV Waldhof Mannheim  | 2:1       | Eintracht Braunschweig |
| So, 17.08.1952 | 1. FC Saarbrücken    | 1:2       | FC St. Pauli           |
| So, 17.08.1952 | SpVgg Fürth          | 6:1       | VfR Kaiserslautern     |
| So, 17.08.1952 | Concordia Hamburg    | 4:3       | Borussia Dortmund      |
| So, 17.08.1952 | Blau-Weiß 90 Berlin  | 0:1       | Eintracht Trier        |
| So, 17.08.1952 | Alemannia Aachen     | 15:2 1    | TuS Essen-West         |
| So, 17.08.1952 | Borussia Neunkirchen | 2:1       | FC Schalke 04          |
| So, 17.08.1952 | Wacker 04 Berlin     | 2:6       | 1. FC Nürnberg         |
| So, 17.08.1952 | VfB Mühlburg         | 5:3 n. V. | Preußen Münster        |
| So, 17.08.1952 | SSV Reutlingen 05    | 4:5 n. V. | Wormatia Worms         |
| So, 17.08.1952 | VfL Osnabrück        | 2:2 n. V. | SV Phönix Ludwigshafen |

### Wiederholungsspiel
| Datum          |                     | Ergebnis |               |
| -------------- | ------------------- | -------- | ------------- |
| So, 15.10.1952 | Phönix Ludwigshafen | 0:2      | VfL Osnabrück |

## Achtelfinale
| Datum          |                     | Ergebnis  |                      |
| -------------- | ------------------- | --------- | -------------------- |
| So, 05.10.1952 | SV Waldhof Mannheim | 5:2       | SpVgg Fürth          |
| So, 05.10.1952 | Concordia Hamburg   | 4:3       | VfB Mühlburg         |
| So, 05.10.1952 | Preußen Dellbrück   | 2:3 n. V. | Kickers Offenbach    |
| So, 05.10.1952 | Wormatia Worms      | 4:1       | Eintracht Trier      |
| So, 05.10.1952 | 1. FC Nürnberg      | 3:3 n. V. | Alemannia Aachen     |
| So, 09.11.1952 | Hamborn 07          | 1:1 n. V. | FC St. Pauli         |
| Mi, 19.11.1952 | Hamburger SV        | 2:0       | Borussia Neunkirchen |
| Mi, 19.11.1952 | Rot-Weiss Essen     | 2:0       | VfL Osnabrück        |

### Wiederholungsspiele
| Datum          |                  | Ergebnis |                |
| -------------- | ---------------- | -------- | -------------- |
| So, 09.11.1952 | Alemannia Aachen | 2:0      | 1. FC Nürnberg |
| Fr, 26.12.1952 | FC St. Pauli     | [1]3:4   | Hamborn 07     |

## Viertelfinale
| Datum          |                     | Ergebnis |                   |
| -------------- | ------------------- | -------- | ----------------- |
| So, 01.02.1953 | Rot-Weiss Essen     | 6:1      | Hamburger SV      |
| So, 01.02.1953 | Kickers Offenbach   | 1:2      | Wormatia Worms    |
| So, 01.02.1953 | SV Waldhof Mannheim | 2:1      | Concordia Hamburg |
| So, 01.03.1953 | Alemannia Aachen    | 3:1      | Hamborn 07        |

## Halbfinale
| Datum          |                  | Ergebnis |                     |
| -------------- | ---------------- | -------- | ------------------- |
| So, 08.03.1953 | Rot-Weiss Essen  | 3:2      | SV Waldhof Mannheim |
| So, 08.03.1953 | Alemannia Aachen | 3:1      | Wormatia Worms      |

## Finale
| Paarung          | Rot-Weiss Essen – Alemannia Aachen |
| Ergebnis         | 2:1 (1:0) |
| Datum            | Freitag, 1. Mai 1953 |
| Stadion          | Rheinstadion, Düsseldorf |
| Zuschauer        | 37.000 |
| Schiedsrichter   | Adolf Reinhardt (Stuttgart) |
| Tore             | 1:0 Franz Islacker (32.) 2:0 Helmut Rahn (52.) 2:1 Jupp Derwall (56.) |
| Rot-Weiss Essen  | Fritz Herkenrath, Werner Göbel, Willi Köchling, Paul Jahnel, Heinz Wewers, Clemens Wientjes, Helmut Rahn, Franz Islacker, August Gottschalk , Fritz Abromeit, Bernhard Termath Cheftrainer: Karl Hohmann        |
| Alemannia Aachen | Wilfried Heinrichs, Herbert Metzen, Hans Coenen, Michael Pfeiffer, Manfred Jansen, Gerhard Richter, Robert Hartmann, Rainer Gawell, Günther Schmidt, Jupp Derwall, Josef Schmidt Cheftrainer: Hermann Lindemann |

## Weblink
- dfb.de: Heute vor 65 Jahren: Rot-Weiss Essen wird erster Pokalsieger (abgerufen am 1. Mai 2018)